# .mk
.mk je vrhovna internetska domena (country code top-level domain - ccTLD)  Sjeverne Makedonije. Domenom upravlja MARNet.

## Vanjske poveznice
- IANA .mk whois informacija  Arhivirana inačica izvorne stranice od 21. kolovoza 2008. (Wayback Machine)